# 罗伯特·欧文
罗伯特·欧文（英語：Robert Owen；1771年5月14日—1858年11月17日），英国威尔士纺织品制造商、慈善家、社会改革家，空想社会主义者與合作社制度概念的提倡者。他一生中努力改善工厂的工作条件，促进实验性社会主义社区的发展，寻求集体化的育儿方式。他的政治思想被称为欧文主义。

## 生平

### 早年生活和家庭

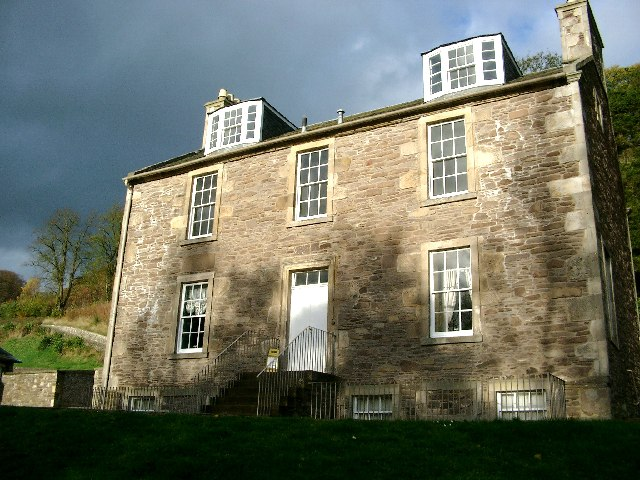
罗伯特·欧文位于新拉纳克的家

罗伯特·欧文于1771年5月14日出生在威尔士蒙哥马利郡的一个小集镇纽敦，父母是安妮（威廉姆斯）和罗伯特·欧文。他的父亲是一名马鞍匠、五金商和当地邮政局长；他的母亲是纽敦一个农业家庭的女儿。小罗伯特是家里七个孩子中的第六个，其中两个在很小的时候就去世了。他幸存的兄弟姐妹是威廉、安妮、约翰和理查德。:63
欧文几乎没有受过正规教育，但他是个狂热的读者。他十岁时离开学校，在林肯郡史丹佛做了四年的布料学徒。十几岁时，他还在伦敦的布料店工作。:63:15-17大约18岁时，欧文搬到了曼彻斯特，在那里度过了他接下来的12年，最初在圣安广场的萨特菲尔德剧院工作。:23
在一次访问苏格兰时，欧文遇到并爱上了安（或安妮）卡罗琳·戴尔，她是格拉斯哥慈善家、大型新拉纳克磨坊的老板大卫·戴尔的女儿。1799年9月30日结婚后，欧文夫妇在新拉纳克建立了一个家，但后来搬到了拉纳克的布拉克斯菲尔德之家。:64
罗伯特和卡罗琳·欧文有八个孩子，其中第一个在婴儿期就去世了。他们的七名幸存者是四个儿子和三个女儿：罗伯特·戴尔（1801-1877）、威廉（1802-1842）、安（或安妮）卡罗琳（1805-1831）、简·戴尔（1805–1861）、大卫·戴尔（1807-1860）、理查德·戴尔（1809-1890）和玛丽（1810-1832）。:72欧文的四个儿子，罗伯特·戴尔、威廉、大卫·戴尔和理查德，以及他的女儿简·戴尔，跟随父亲来到美国，成为印第安纳州新哈莫尼的美国公民和永久居民。欧文的妻子卡罗琳和他们的两个女儿安妮·卡罗琳和玛丽留在英国，于19世纪30年代去世。:72

### 创办纺织厂
在曼彻斯特期间，欧文从他的兄弟威廉那里借了100英镑，成立了一家合伙企业，生产走锭细纱机，这是一种纺纱棉线的新发明，但在几个月内，他将自己的商业股份换成了在租来的工厂里工作的六台走锭细纱机。:42-431792年，欧文大约21岁时，磨坊主彼得·德林克沃特任命他为曼彻斯特皮卡迪利棉纺厂的经理。然而，在德林科沃克处工作两年后，欧文自愿放弃了合伙合同并离开了公司，与其他企业家合作，在梅德洛克河畔乔尔顿建立并管理了乔尔顿旋转棉纺厂。:47-48
到18世纪90年代初，欧文的创业精神、管理技能和进步的道德观逐渐显现。1793年，他被选为曼彻斯特文学与哲学学会的成员，在那里讨论启蒙时代的思想。他还成为了曼彻斯特卫生委员会的委员会成员，该委员会主要由托马斯·珀西瓦尔发起，要求改善工厂工人的健康和工作条件。
1799年7月，欧文和他的合伙人从大卫·戴尔手中买下了新拉纳克工厂，欧文于1800年1月成为该工厂的经理。:64受到他在曼彻斯特管理成功的鼓舞，欧文希望以比纯粹商业原则更高的原则来管理新拉纳克厂。它是由大卫·戴尔和理查德·阿克赖特于1785年建立的。克莱德河瀑布提供的水力使其这家棉纺厂成为英国最大的棉纺厂之一。大约有2000人参与其中，其中500人是五六岁时从爱丁堡和格拉斯哥的济贫院和慈善机构带到棉纺厂的儿童。以仁慈闻名的戴尔对孩子们很好，但尽管戴尔和他的女婿欧文努力改善工人的生活，但新拉纳克居民的总体状况并不令人满意。:70
许多工人来自社会底层：盗窃、酗酒和其他恶习很常见，教育和卫生设施被忽视。大多数家庭住在一个房间里。更体面的人拒绝了工厂的长时间和令人沮丧的苦差事。
1810年，欧文提出了八小时工作制的倡议，在他的位于苏格兰新拉纳克的纺织厂里试行。1817年，又喊出了“8小时劳动，8小时娱乐，8小时休息”的口号。
直到一系列《实物法案》（1831-1887）要求雇主以共同货币支付员工工资，许多公司都运营着一个实物工资制，用在工厂老板的“实物商店”之外没有货币价值的代币全部或部分支付工人工资，这些代币对劣质商品收取高价。与其他商店不同，欧文的实物商店提供的商品价格仅略高于批发成本，:64将大宗采购的节省转嫁给他的客户，并对酒类销售进行严格监管。这些原则成为英国合作商店的基础，其中一些商店至今仍在以类似的形式进行交易。

### 美国生活经验

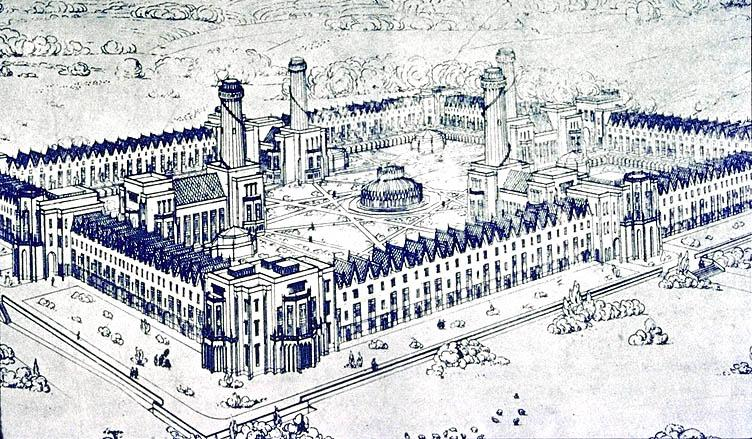
欧文构想中的新道德世界，但从未建成

为了检验他建立自给自足的工作社区的想法的可行性，欧文于1825年开始在美国尝试社区生活。其中最著名的努力是在印第安纳州新哈莫尼建立的。在南北战争爆发前，美国有130个可识别的社群主义实验，其中至少有16个受到欧文主义者的影响。新哈莫尼是欧文最早、最雄心勃勃的作品。
1824年10月，欧文和他的儿子威廉乘船前往美国，在印第安纳州建立了一个实验社区。1825年1月，欧文用部分资金购买了印第安纳州沃巴什河沿岸现有的180栋建筑和数千英亩土地。乔治·拉普（George Rapp）的和谐协会（Harmony Society）是拥有该物业的宗教团体，并于1814年在该地建立了和谐村，于1824年决定迁往宾夕法尼亚州。欧文将其更名为“新哈莫尼（新和谐）”，并将这个村庄作为乌托邦社区的初步模型。
欧文在美国思想家、改革者、知识分子和政治家中寻求对其社会主义愿景的支持。1825年2月25日和3月7日，欧文在国会众议院和美国政府其他部门发表讲话，概述了他对新哈莫尼乌托邦社区的愿景和社会主义信仰。他的想法的听众包括三位前美国总统——约翰·亚当斯、托马斯·杰斐逊和詹姆斯·麦迪逊——即将离任的美国总统詹姆斯·门罗和当选总统约翰·昆西·亚当斯。他的这两次会议也许是美洲第一次讨论社会主义；他们无疑是朝着在美国讨论这一问题迈出的一大步。欧文主义是美国最早活跃的社会主义意识形态之一，可以被视为后来社会主义运动的煽动者。
欧文说服了居住在费城的富有的苏格兰科学家和慈善家威廉·麦克卢尔（William Maclure）加入新哈莫尼，成为他的财务伙伴。麦克卢尔的参与吸引了科学家、教育家和艺术家，如托马斯·塞伊、查理·亚历山大·勒叙厄尔和玛丽·杜克洛斯·弗雷塔诺夫人。这些有助于将新哈莫尼社区转变为教育改革、科学研究和艺术表达的中心。
尽管欧文试图在新哈莫尼以南建立一个“团结互助的村庄”，但他的宏伟计划从未完全实现，他回到英国继续工作。在长期离开新和谐期间，欧文将实验交给了他的儿子罗伯特·戴尔·欧文和威廉·欧文以及他的商业伙伴麦克卢尔进行日常管理。然而，新和谐被证明是一场经济失败，只持续了大约两年，尽管它在第一年年底吸引了1000多名居民。1827年，社会主义社会解体，但许多科学家、教育家、艺术家和其他居民，包括欧文的四个儿子罗伯特·戴尔、威廉、大卫·戴尔和理查德·戴尔·欧文，以及他的女儿简·戴尔·欧文·方特勒罗伊，在实验结束后仍留在新和谐。
美国的其他实验包括印第安纳州布卢明顿附近的蓝泉、俄亥俄州的黄泉和纽约州厄尔顿的福雷斯维尔联邦的社区定居点，以及纽约州、宾夕法尼亚州和田纳西州的其他项目。几乎所有这些都在1827年4月新和谐解散之前结束了。
欧文的乌托邦社区吸引了各种各样的人，其中许多人都有最高的目标。他们包括流浪者、冒险家和其他有改革思想的爱好者。用欧文的儿子大卫·戴尔·欧文的话来说，他们吸引了“各种各样的激进分子”、“对原则的热情奉献者”和“诚实的自由主义者和懒惰的理论家”，并“加入了一些无原则的尖锐者”。
新和谐运动的参与者约书亚·沃伦断言，由于缺乏个人主权和个人财产，新和谐运动注定要失败。在描述这个社区时，沃伦解释说：“我们有一个微型世界——我们以绝望的心而不是尸体重新实施了法国大革命……似乎是大自然固有的多样性法则征服了我们……我们的‘共同利益’与个人和环境的个性以及自我保护的本能直接交战”。沃伦对社区失败原因的观察导致了美国个人无政府主义的发展，他是其最初的理论家。一些历史学家将新和谐的灭亡追溯到其成员之间的一系列分歧。:68
1825年，苏格兰也开始了社会实验，当时欧文主义者艾布拉姆·科姆在格拉斯哥附近的奥比斯顿（贝尔斯希尔）尝试了一项乌托邦实验，但大约两年后失败了。19世纪30年代，爱尔兰和英国进行了更多的社会主义合作社试验，其中最重要的是1831年在爱尔兰克莱尔郡建立的拉拉欣和1839年在英国汉普郡开始的泰瑟利。前者在三年半的时间里取得了显著的成功，直到店主因赌博而毁了自己，不得不出售自己的权益。泰瑟利，被称为和谐大厅或奎恩伍德学院，由建筑师约瑟夫·汉森设计。最终也失败了。另一个社会实验是剑桥郡伊利岛的梅尼殖民地，由同样是欧文主义者的威廉·霍德森于19世纪30年代末发起，但几年后失败了，霍德森移民到了美国。梅尼殖民地遗址由剑桥大学剑桥考古组（CAU）发掘。

### 返回英国
尽管欧文再次短暂访问了美国，但伦敦在1828年成为了他的永久居所和工作中心。在与威廉·艾伦和其他一些商业伙伴长期摩擦后，欧文放弃了与新拉纳克的所有联系。:68艾伦当时经常在评论中引用他的话：“除了你和我，整个世界都是奇怪的，甚至你也有点奇怪”。由于欧文将大部分财富投资于失败的新和谐社区实验，他不再是一个富有的资本家。然而，他仍然是大力宣传工作的负责人，以促进工业平等、儿童免费教育和工厂城镇的适当生活条件，同时在欧洲发表演讲，并出版周报以获得对他的想法的支持。:68
1832年，欧文建立了国家公平劳动交换系统，这是一种基于时间的货币，通过劳动纸币进行商品交换；这个系统取代了通常的交换手段和中间商。伦敦交易所一直持续到1833年，伯明翰分行只运营了几个月，直到1833年7月。欧文也参与了工会主义，在1834年大国家统一工会（GNCTU）崩溃之前，他曾短暂领导过该工会。
社会主义在1835年欧文成立并担任其最初领导人的所有国家所有阶级协会的讨论中首次成为流行的英语术语。:56欧文的世俗观点在工人阶级中也获得了足够的影响力，以至于1839年《威斯敏斯特评论》评论说，他的原则是他们中许多人的信条。然而，到1846年，欧文通过公开会议、小册子、期刊和偶尔的论文推动社会变革的唯一持久结果仍然是合作社运动，甚至在一段时间内，合作社运动似乎也崩溃了。
随着欧文年龄的增长和观点的激进，他的影响力开始下降。:68欧文于1857年，也就是他去世前一年出版了他的回忆录《罗伯特·欧文的一生》。

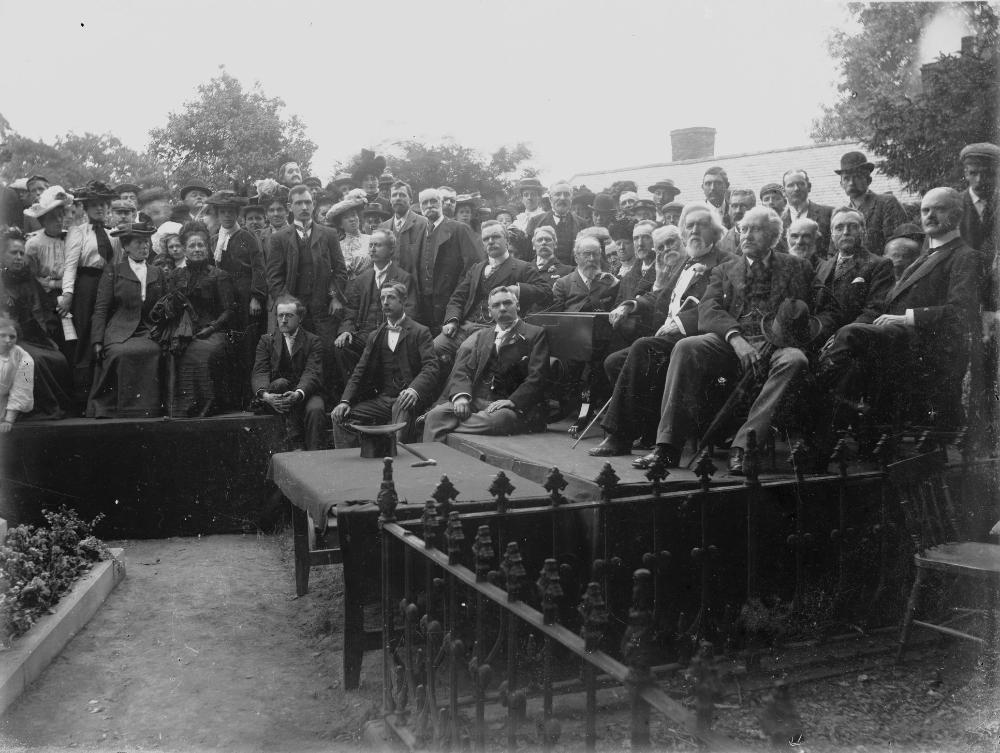
1902年7月前往欧文墓地进行纪念活动的人们

尽管欧文一生中大部分时间都在英格兰和苏格兰度过，但他在生命的最后岁月回到了家乡纽敦。他于1858年11月17日在那里去世，并于11月21日安葬在那里。除了1844年儿子们设立的信托基金的年收入外，他去世时身无分文。

## 哲学和影响
欧文在新拉纳克测试了他的社会和经济思想，在那里他赢得了工人的信任，并通过提高工厂的效率继续取得成功。该社区也赢得了国际声誉。社会改革者、政治家和皇室成员，包括未来的俄罗斯沙皇尼古拉一世，访问了新拉纳克研究其方法。:64许多这样的游客的意见都很好。:37
欧文的一些计划让他的合伙人感到不满，迫使他在1813年安排其他投资者以相当于80万美元的价格购买他的股份。:64包括杰里米·边沁和著名的贵格会教徒威廉·艾伦在内的新投资者满足于接受5000英镑的资本回报。所有权的改变也为欧文提供了一个扩大慈善事业的机会，倡导改善劳工权利和童工法，并为儿童提供免费教育。:64
欧文认为，人的性格是由个人无法控制的条件形成的。因此，个人不能因其行为或生活状况而受到赞扬或指责。这一原则使欧文得出结论，正确塑造人的性格需要从他们的早年开始就将他们置于适当的环境影响之下——身体、道德和社会。这些关于人类天生不负责任的观念以及早期影响对个人性格的影响构成了欧文教育和社会改革体系的基础。:62
凭借他的观察、经验和思想，欧文认为他的人性观是原创的，是“不断发展的社会科学中最基本、最必要的组成部分”。:61他的哲学受到艾萨克·牛顿爵士对自然法的观点的影响，他的观点与柏拉图、德尼·狄德罗、克洛德·阿德里安·爱尔维修、威廉·戈德温、约翰·洛克、詹姆斯·穆勒和杰里米·边沁等人的观点相似。但欧文没有启蒙哲学家的直接影响。:61
欧文希望有一个更好、更和谐的环境，促进相互尊重、爱和道德价值观。他相信每个人都会有良好的教育和更好的生活条件，过上正直的生活。他重视中产阶级的社会和教育改革，反对以牺牲他人利益为代价抬高权贵地位的资本主义权力。无论对手如何攻击，他仍然对自己的目标有说服力。欧文资助儿童学校，倡导免费教育、平等权利和自由。他参与了改善劳动者工资和工作条件的立法。
欧文认为同情、善良和团结可以纠正坏习惯，鼓励自律，增强一个人的态度。武力压迫人民会影响他们的心理健康。在他看来，除非人们在适当的环境中接受教育，获得平等的工作机会并保持社会规范，否则劳工阶级之间的差异、冲突和不平等将像英国殖民地一样持续存在。在不改变国家机构的情况下，他认为即使重组工人阶级也会带来巨大的好处。因此，他反对激进分子通过扩大投票权来改变公众心态的观点。

### 教育
欧文在新拉纳克的工作在英国和欧洲大陆仍然具有重要意义。他是“工厂改革的先驱，分配合作之父，幼儿园的创始人”。他教育工人的计划包括1818年在新拉纳克开设一所性格形成研究所。新拉纳克大学的这一项目和其他项目提供了从婴儿到成年的免费教育。此外，他积极支持工厂立法，最终通过了《1819年棉纺厂和工厂法》。欧文还与英国政府的主要成员进行了采访和沟通，其中包括首相利物浦伯爵。他还会见了欧洲的许多统治者和主要政治家。
欧文最大的成功是支持青年教育和早期儿童保育。作为英国，特别是苏格兰的先驱，欧文为“正常的威权主义儿童教育方法”提供了一种替代方案。这些方法的支持者认为，在他的制度下长大的孩子的举止更优雅、和蔼、无拘无束；健康、富足和满足占上风；醉酒几乎不存在，私生子也极为罕见。欧文与工人的关系保持得很好，工厂的运营顺利、正常、商业上成功。:64
也许罗伯特·欧文最令人难忘的想法之一是他的无声监听方法。欧文反对常见的体罚；因此，为了有某种形式的自律，他开发了“无声监听”。在他的工厂里，他会挂一个四边形的方块，每个方块都有不同的颜色，代表员工的行为。

### 劳动
欧文采用了新的原则来提高工人生产的商品的标准。每个机械师的工作场所上方都安装了一个表面涂有不同颜色的立方体。这张脸的颜色向所有看到它的人展示了工人完成的货物的质量和数量。目的是鼓励工人尽最大努力。虽然这本身并不是一个很大的激励，但新拉纳克工人及其家人的生活条件在当时是田园诗般的。
1810年，欧文提出了八小时工作制的要求，并着手在新拉纳克制定政策。到1817年，他以“八小时劳动、八小时娱乐、八小时休息”为口号，制定了八小时的工作制目标。

### 社会主义
1813年，欧文撰写并出版了《新社会观》或《人性形成原理论》，这是他为解释社会主义改革哲学背后的原理而写的四篇文章中的第一篇。他写道：
……目前的社会安排是最反社会、最不明智、最不合理的；在它的影响下，人类所有优越和有价值的品质从婴儿时期就被压抑了，最不自然的手段被用来激发最有害的倾向……
欧文最初是古典自由主义、功利主义者杰里米·边沁的追随者，边沁认为自由市场和自由放任主义，特别是工人流动和选择雇主的权利，将使工人摆脱资本家的过度权力。然而，欧文发展了自己的亲社会主义观点。此外，欧文作为一名自然神论者，批评了包括英国国教在内的有组织的宗教，并发展了自己的信仰体系。

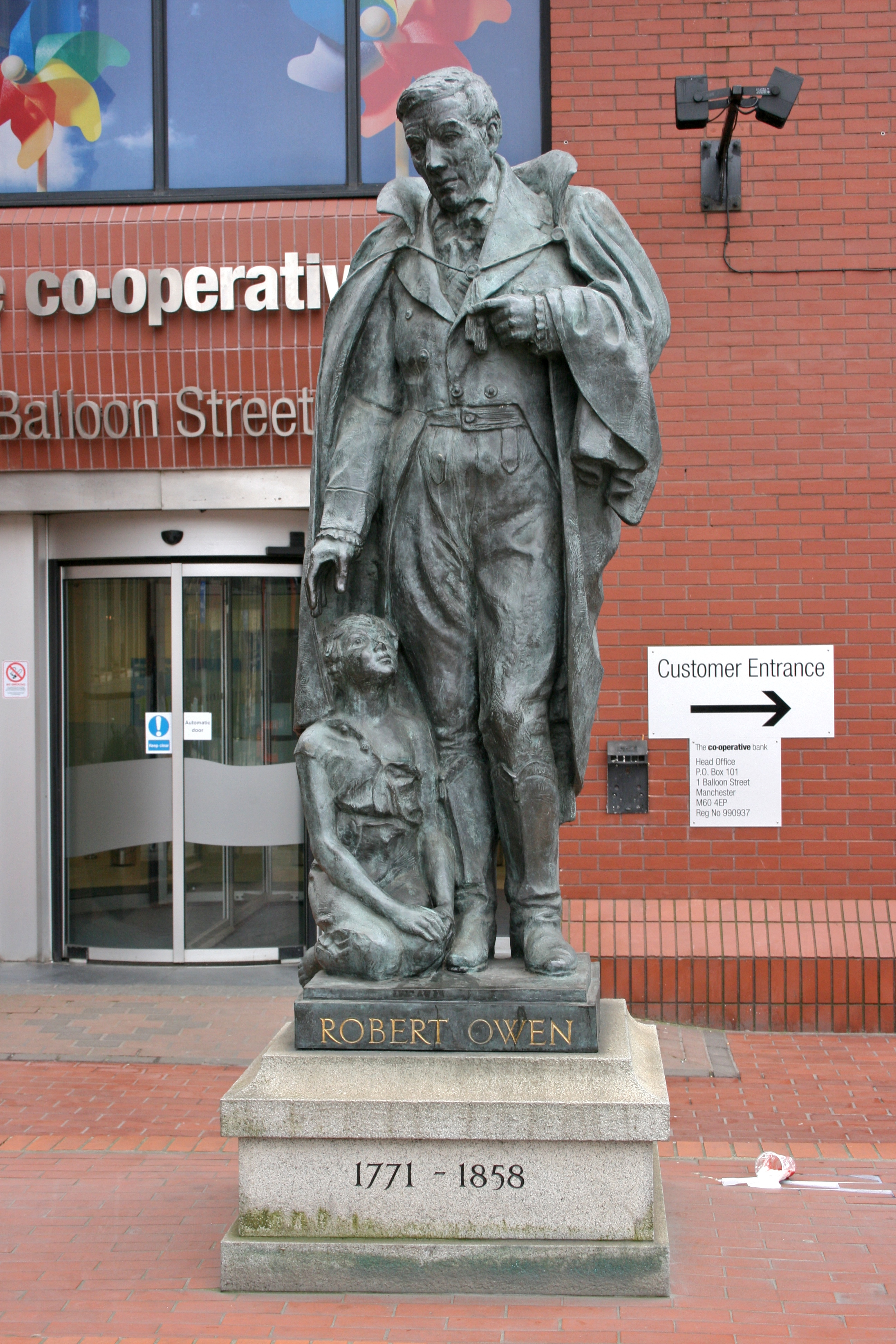
位于曼彻斯特气球街合作银行前的罗伯特·欧文雕像

1817年，欧文接受了社会主义，这是他人生的一个转折点，他在这一年追求了“新社会观”。:34他在提交下议院委员会的一份关于该国济贫法修正案的报告中概述了自己的立场。拿破仑战争后的苦难和贸易停滞引起了全国的关注，政府呼吁欧文就如何缓解工业问题提供建议。尽管他将眼前的苦难归咎于战争，但他认为这是人力与机器竞争的根本原因，并建议建立自给自足的社区。
欧文呼吁资本家的自身利益，指出正如机器需要适当的护理和修补来保证它们顺利有效地工作一样，人类也是如此。
欧文提议，约1200人的社区应在1000至1500英亩（405至607公顷）的土地上定居，所有人都住在一栋带公共厨房和餐厅的大楼里。（拟议的规模可能受到新拉纳克村规模的影响。）欧文还建议每个家庭都有自己的私人公寓，并负责照顾三岁以下的孩子。此后，孩子们将由社区抚养，但他们的父母可以在用餐时间和其他场合与他们见面。欧文进一步建议由个人、教区、县或其他政府单位建立这样的社区。在每种情况下，都会有合格人员的有效监督。工作和享受其成果应该共同体验。欧文相信他的想法将是重组整个社会的最佳方式，并称他的愿景为“新道德世界”。
欧文的乌托邦模式在他有生之年几乎没有改变。他开发的模型设想，500-3000人的协会是工作社区的最佳选择。虽然主要从事农业生产，但它将拥有最好的机械，提供多样化的就业机会，并尽可能自给自足。欧文继续解释说，随着这些社区的激增，“他们的联邦联盟将在数十、数百和数千人的圈子里形成”，由共同利益联系在一起。
欧文逐渐被称为乌托邦社会主义者，他的作品被认为反映了这种态度。虽然他可以被视为资产阶级的一员，但他与这个阶级的关系往往很复杂。他努力通过有利于工人的立法。他是《1819年棉纺厂和工厂法》的倡导者。他支持社会主义思想，因此他的观点在英国或美国没有立即产生影响。

### 唯灵论
1817年，欧文公开宣称所有宗教都是虚假的。1854年，83岁的欧文在与玛丽亚·B·海登（Maria B.Hayden）进行了一系列会面后皈依了唯灵论。海登是一位将唯灵论引入英国的美国灵媒。他在《理性季刊评论》和一本题为“人类的未来；或通过善良和卓越的男女已故精神的代理实现的伟大的光荣和未来的革命”的小册子中公开宣称了他的新信仰。
欧文声称与本杰明·富兰克林、托马斯·杰斐逊和其他人的灵魂有过中等程度的接触。他解释说，这些措施的目的是改变“人类存在的当前、虚假、分裂和悲惨的状态，建立一个真实、团结和幸福的状态......为世界的普遍和平做好准备，并将慈善、宽容和爱的精神注入到所有人中。”:604-605
欧文去世后，唯灵论者声称，他的灵魂在1871年向艾玛·哈丁格·布里顿（Emma Hardinge-Britten）传达了“唯灵论的七项原则”，被他们的全国联盟用作“其宗教哲学的基础”。

## 遗产
欧文是一位改革者、慈善家、社区建设者和唯灵论者，他一生都在寻求改善他人的生活。作为工人阶级的倡导者，他改善了工厂工人的工作条件，他在苏格兰新拉纳克展示了这一点，成为工会主义的领导者，通过他的实验性乌托邦社区促进社会平等，并支持通过童工法和儿童免费教育。:68在这些改革中，他走在了时代的前列。他设想了一个社区社会，其他人可以根据自己的意愿考虑和应用。:41在《人类思想与实践的革命》（1849）中，他继续说，性格是由自然或上帝与个人经历的环境相结合而形成的。欧文引用了在苏格兰新拉纳克工作30年的有益成果，得出的结论是，一个人的“性格不是由个人塑造的，而是为个人塑造的”，自然和社会对每个人的性格和行为负责。:59
欧文对社会变革的鼓动，以及欧文一家和他的孩子们的工作，有助于在妇女和劳工权利方面进行持久的社会改革，建立免费的公共图书馆和博物馆，儿童保育和公立、男女同校学校，以及前马克思共产主义，并发展合作社和工会运动。印第安纳州的新哈莫尼和苏格兰的新拉纳克这两个与他关系密切的城镇，仍然是他努力的提醒。:269-270:21-23
欧文的公共服务遗产与他的四个儿子罗伯特·戴尔、威廉、大卫·戴尔和理查德·戴尔以及他的女儿简一起延续了下来，简跟随他来到美国印第安纳州的新哈莫尼居住：
罗伯特·戴尔·欧文（1801-1877）是他父亲学说的有力倡导者，在1825年父亲返回英国后，他管理着新和谐社区。19世纪20年代末，他在印第安纳州撰写文章并与法兰西丝·莱特共同编辑了《新和谐公报》，19世纪30年代在纽约市编辑《自由问讯报》。1833年，欧文回到新哈莫尼，并积极参与印第安纳州的政治活动。他当选为印第安纳州众议院（1836-1839年和1851-1853年）和美国众议院（1843-1847年）议员，并于1853-1858年被任命为那不勒斯代办。在担任国会议员期间，他起草并帮助确保了1846年成立史密森尼学会的法案获得通过。1850年，他当选为印第安纳州制宪会议的代表:72-74，并为寡妇和已婚妇女的财产权和离婚权辩护。他还支持印第安纳州税收支持的公立学校系统的立法。像他的父亲一样，他相信唯灵论，写了两本关于这个主题的书：《另一个世界的边界上的脚步》（1859年）和《这个世界和下一个世界之间的可争论之地》（1872年）。:72
威廉·欧文（1802-1842）于1824年随父亲移居美国。他的商业技能，特别是他对棉制品制造的了解，使他在父亲回到苏格兰后能够留在新哈莫尼，并担任社区顾问。他于1827年组织了新和谐戏剧协会，但在40岁时死于未知原因。:80:10:21
简·戴尔·欧文·方特勒罗伊（1805-1861）于1833年抵达美国，定居在新哈莫尼。她是一位音乐家和教育家，在家里创办了一所学校。1835年，她嫁给了住在新和谐的弗吉尼亚州土木工程师罗伯特·亨利·方特勒罗伊。:82-83:25
大卫·戴尔·欧文（1807-1860）于1827年移居美国，并在新哈莫尼居住了几年。他接受过地质学家和自然科学家的培训，并获得了医学学位。1839年，他被任命为美国地质学家。他的工作包括中西部的地质调查，更具体地说是印第安纳州、爱荷华州、密苏里州和阿肯色州，以及明尼苏达领地。他的兄弟理查德接替他成为印第安纳州的地质学家。:88-89:50-51
理查德·戴尔·欧文（1810-1890）于1827年移民美国，并与他的兄姐们在新哈莫尼团聚。1847年，他参加了美墨战争，1849年至1859年在田纳西州的西部军事学院教授自然科学，1858年获得医学学位。在南北战争期间，他是联邦军的上校，并担任印第安纳州印第安纳波利斯邦联士兵战俘营莫顿营的指挥官。战争结束后，欧文担任印第安纳州的第二位地质学家。此外，他还是印第安纳大学的教授，并于1864年至1879年担任该大学自然科学系主任。他帮助规划普渡大学，并于1872年至1874年被任命为第一任校长，但在课程开始前辞职，并在印第安纳大学恢复教学。他退休后从事研究和写作。:94-95:50-51

### 荣誉和纪念
在纽敦的圣玛丽教堂墓地，为欧文建造了一座简单的石板墓。1902年，合作社运动在坟墓周围竖立了新艺术运动栏杆，作为对他的纪念碑。
1956年，吉尔伯特·贝斯（Gilbert Bayes）在纽敦为欧文建造的一座青铜雕像被安置在一个小花园里。
威尔士人向瑞士日内瓦的国际劳工局图书馆捐赠了威尔士雕塑家威廉·戈斯科姆·约翰爵士的欧文半身像。
1994年，合作银行在曼彻斯特气球街的总部前安装了一座纽敦雕像的复制品。

## 对欧文的批评
欧文的项目被认为无法实现，因为他没有制定一项规定财产管理和会员条件的指导方针。因此，一些批评者认为他的计划不令人满意且无效，因为人口过剩和供应短缺在社区内造成了对抗。欧文的反对者认为他是一个独裁者，是对基督教的亵渎者，因为他拒绝神圣的信仰，蔑视任何与他观点不同的人。欧文认为宗教是恐惧和无知的根源。因此，如果人们执着于宗教的“谬误证词”，他们就无法理性思考。
其他著名的欧文批评者包括卡尔·马克思和弗里德里希·恩格斯，尽管他们认为欧文的作品是他们自己作品的先驱。他们在欧文身上认识到了马克思在《资本论》中发展起来的一个重要认识，即在资本主义社会中创造无与伦比的财富的是工人阶级。同样，欧文也认识到，在现有的经济体系下，工人阶级并没有自动获得新创造的财富的好处。然而，马克思和恩格斯将他们的社会主义科学概念与欧文的社会区分开来。他们认为，欧文的计划，即创造一个与当代社会共存的社会主义乌托邦模式，并证明其优越性，不足以创造一个新社会。在他们看来，欧文的“社会主义”是乌托邦式的，因为对欧文和其他乌托邦社会主义者来说，“社会主义是绝对真理、理性和正义的表达，只有用它的力量征服全世界才能发现它。”马克思和恩格斯认为，只有当工人阶级被组织成一个完全独立于所有资产阶级影响的工人阶级的革命社会主义政党时，资本主义制度才能被推翻，而乌托邦主义者则寻求资本家的帮助和合作来实现向社会主义的过渡。

## 著作
- 《新社会观：人性的形成及其在实践中的应用》（伦敦，1813年）。《新社会观：为逐步改善人类状况的计划的制定做准备的人性形成论文集》，第二版，1816年
- 《对制造系统效果的观察》。伦敦，1815年
- 《向救济制造业和劳动穷人协会委员会提交的报告》（1817年）[19]:32
- 《代表工人阶级的两座纪念碑》（伦敦：朗曼、赫斯特、里斯、奥姆和布朗，1818年）
- 《致英国主要制造商的演讲：关于制造业体系中现存的邪恶》（Bolton，1819）
- 《向拉纳克县报告减轻公众痛苦的计划》（格拉斯哥：格拉斯哥大学出版社，1821年）
- 《世界文明地区普遍存在的痛苦原因的解释》（伦敦和巴黎，1823年）
- 《致国家所有阶层的演说》。伦敦，1832年
- 《人类思想和实践革命》。伦敦，1849年